# Ö3 Austria Top 40
Ö3 Austria Top 40 es la lista principal de canciones y sencillos de Austria. La publicación de las listas es todos los viernes en la estación de radio Hitradio Ö3. Contiene los sencillos de Austria y las descargas más exitosas en ese país. Se estrenó el 26 de noviembre de 1968 y fue presentado por Ernst Grissemann.
Entre 1968 y 2007, los nombres de las listas populares fueron: Disc Parade, Die Großen 10 von Ö3, Pop Shop, Hit wähl mit, Die Großen 10, Ö3 Top-30 y Ö3 Austria Top 40.
El primer sencillo número uno fue Das ist die Frage aller Fragen por Cliff Richard. El sencillo más exitoso es Candle in the Wind 1997 por Elton John. El mayor éxito de Austria, y único es Anton aus Tirol por DJ Ötzi. También es la canción que podría permanecer en el Top 75 durante más tiempo.